# Furling
A Furling egy fiktív faj a Csillagkapu sorozatban.
A Furling nevű fajról nagyon keveset lehet tudni. Az asgardokkal, az ősökkel és a noxokkal együtt alkotják a négy ősi fajt. Technológiájuk nagyon fejlett. Építészetük leginkább a maja és azték kultúrához hasonlít.
Jack O'Neill elképzelése szerint a Furlingek apró szőrös állatokhoz hasonlíthatnak. Mindezt a faj nevére alapozza. (A fur angol szó, jelentése: „szőr”)

## Felbukkanásuk

### Először
Írásuk először az első évad Tantalus kínjai (The Torment of Tantalus) című epizódban bukkant fel. Azonban jelentését nem sikerült megfejteni. Később a hely természeti katasztrófa miatt elpusztult, így homály fedte kilétüket.

### Nevük
Név szerint az Ötödik faj (The Fifth Race) című részben lettek megemlítve, ahol is megismerkedhetünk a 4 fajjal, akik szövetséget alkotnak.

### Technológiájuk
Technológiájuk a 6. évad 15. Elveszett paradicsom (Paradise Lost) című részében bukkant fel. Egy Furling teleportáló szerkezetet találtak, mely képes volt embereket küldeni a bolygó holdjára. Azonban szükség volt egy szerkezetre, ami beindítja, amit Harry Maybourne talált meg.

### Fajuk
Joseph Mallozzi, megerősítette, hogy az SG-1 10. évadjában, a 200. epizódban találkozunk ezzel a néppel is.
Ami igaz is, meg nem is, mert az epizódban csak mint kitalált szereplők tűnnek fel, úgy, ahogy azt O'Neil ezredes elképzelte. Ez alapján leginkább két lábon járó koalákhoz hasonlítanak.